# Marçay, Indre-et-Loire
Marçay är en kommun i departementet Indre-et-Loire i regionen Centre-Val de Loire i de centrala delarna av Frankrike. Kommunen ligger i kantonen Chinon som tillhör arrondissementet Chinon. År 2022 hade Marçay 487 invånare.

## Befolkningsutveckling
Antalet invånare i kommunen Marçay
Referens:INSEE